# 三枝玄太郎
三枝 玄太郎（さいぐさ げんたろう、1967年 - ）は、日本のジャーナリスト、YouTuber。ニックネームは「報道界のラビット関根」、「はだしの玄太郎」、もしくは「マッド三枝」、シルビアオーナーである。

## 来歴
佼成学園高校、早稲田大学政治経済学部経済学科卒業後、1991年産経新聞社入社。静岡、宇都宮支局のほか、社会部で警視庁担当、国税担当、国土交通省担当、大阪社会部で国税局担当を歴任。東北総局次長などを経て2019年退社。

## YouTube活動
- 2023年4月に自身のYouTubeチャンネル『三枝玄太郎チャンネル』を開設して毎朝6時にはニュース解説を発信している。番組初頭にいったん手話の指文字で両手で「Gentaro」のイニシャル「G」を示し、その後話題に移るのが定番である[4]。
- 番組は自身の社会部記者としての経験やときに失敗談を織り交ぜて、大手メディアが発信している情報とは一味違う内容となっている。情報の質については、現在フリーランスの立場で交通費や宿泊費の工面に苦慮しながらも、出来うる限り自ら現地に赴き取材を行ったり、記者時代の広範な人脈を利用して裏取りをとるなど信頼性と精度を維持することに努め、極力コタツ記事になることを避けている。
- 2025年3月28日チャンネル登録者数が10万人を超えた。登録者数が急に増加したのは達成前に浜田聡参議院議員や立花孝志・NHKから国民を守る党党首が自身の番組で玄太郎のチャンネルを紹介してくれたことによるものではと感謝の念を表明している[5][6]。チャンネル登録から701日目での快挙である。
- インターネット番組「文化人放送局」レギュラー出演中。2024年6月より同局で「三枝玄太郎、昼の事件簿」を放送開始する。MCの佐波優子との息の合ったコラボ番組となっている。
- コメント欄では「分かりにくい」とか「間違いが多い」との指摘が毎日のようにされている。実際、法的解釈の誤りや事実誤認が甚だしく、それに関しては、かなり辛辣な指摘がされている。
- 自身の主観的観測による当てずっぽうな見解が散見され、産経新聞記者時代の誤報事件を彷彿とさせる感がある。
- ２０２５年参議院選挙に際して、参政党推しの動画を多数配信する。
- 日本の核武装を主張し「日本は被爆国だからこそ核兵器をもつ権利がある」との発言をしている。(2025.8.3)
- 大阪府警に関して「大阪府警捜査４課は以前から強面で知られており、確かに『東京とは違い』ます。というか、他のどこの警察よりも怖い、と言えるでしょう。」との内容の配信で、特別公務員暴行陵辱罪を擁護する発言をし、面白おかしく伝えた。(2025.8.10）

### 独自取材を試みた事件
- 立花孝志襲撃事件 – 2025年3月[7][8]。
- 長崎県宇久島のメガソーラー発電所設置計画(2025年4月)[7]。
- 埼玉・川口クルド人女子中学生性加害事件(2025年5月)[9]

## 人物
- 14歳から喫煙を始めたが、高校3年で禁煙を決心し以後喫煙習慣はない[10]。
- ギリシャ正教会に所属しているクリスチャンである[11]。洗礼名は「ソフィア」[12]
- 中学校時、女子生徒より集団のいじめに遭い、そのトラウマから女性不信になり高校は男子校に進学した。その余波から大学進学後もなかなか女子学生に声をかけられなかった[13]。
- パワハラについては体育会系の雰囲気の社内において、かつては先輩から揉まれることで記者として成長し、自分も後輩を鍛えてきたが、2011年の東日本大震災以後、後輩や部下に対し声を荒げたことはない[14]。
- セクハラについては入社一年目で東海地方の支局勤務のとき、忘年会帰りの面識のある某県警交通課の一団に遭遇し、その中の女性幹部に「あ～、毎日新聞(ママ)の記者さんだ。私はこういうしつこい顔の男が好きなんだ」と見初められてしまい、スーツの襟をつかまれ飲み屋のトイレに連れ込まれ、顔をベロベロに舐め回され、そして.........。連行されるとき傍にいた先輩の記者は苦笑しながら「頑張れよ～」と声をかけるだけで、玄太郎を助けようとはしてくれなかった。後日、先方より謝罪を受け、こんどは先方の若い女性たちと記者との合コンを開催することで水に流した[15]。
- 日本の核武装を主張。選択的夫婦別姓制度導入に反対の立場。外国人排斥主義思想を有する。
- 再生エネルギーには反対の立場であり、全国の太陽光パネルの設置現場を取材し批判的コメントを披露している。
- 全体的に極右的な思想信条を有する。

## 家族
- 祖父・三枝義夫(1901-1944)はフリードリヒ・シュライアマハーやハインリッヒ・ショルツの研究で著名な宗教哲学者であったが44歳で早世している。三枝家がクリスチャンであるのは祖父の入信から続くものである[16]。
- 父親はゼネコンの営業マンで、マイホームパパで家庭を大切にする良き父親であったが54歳で早世している[17]。
- 母親は愛媛県今治市内で専門学校を経営していた[18]。
- 母親、本人、長男と三代にわたりADHDであるとのことをYouTube動画で紹介している。
- 選挙の際には家族会議を開き、誰に投票するかの投票行動を差配している。
- 愛妻家として知られ、番組中において度々妻に対する愛情や感謝の念を表している。
  - 取材に妻を帯同させることもある。早期退社制度を利用して産経新聞を退社したが、その後しばらくの間カツカツで妻に頭が上がらなかったとしている[17]。
  - 妻は玄太郎の誕生日には誕生日会を開いてくれステーキなどをご馳走してくれるという[19]。
- 大学生の長男とは今でも一緒に風呂に入るほど仲が良がよい。「ちゃん」付けで呼び、他人にもそのように紹介し、取材活動も共にする。
  - 長男が中一のとき集団によるいじめを受けていることを知り、玄太郎は単身中学校に乗り込んでいき体を張って問題を解決した[20][注 3] 。
  - 小学生のとき、道端にあった鳩の死骸が子どもらに棒で突かれているのが可愛そうで、泣きながら鳩の死骸をかかえて家に持ち帰りベット横に置いていたということを「優しい子」であるとのエピソードとして紹介している。
  - 番組の収録に際しては長男が協力してくれている。かつては番組の終了時行っていた「チャンネル登録」と「いいねボタン👍」を押すことの視聴者への要請を番組の冒頭に移したのは彼のアドバイスによるものである。
  - 「うちの息子、赤ちゃんのような顔をして可愛いんです」と大学生の息子をYouTubeチャンネルで評し、親バカぶりを発揮している。

## 産経新聞社・社会部時代の誤報事件
2012年７月２３日の産経新聞の朝刊で、「『迷彩服を区民に見せるな』自衛隊の防災演習、東京の１１の区が庁舎立ち入り拒否」という署名記事を掲載した。同月１６日に行われた陸上自衛隊による統合防災演習に際して、１１の区役所が協力を拒否したという内容であった。
この記事を見て怒った人々は各区役所に次々に抗議の電話をかけ、各区の広報課が対応に追われることとなった。しかし、１６日の演習に対しては、どの区役所も陸路を歩いてきた自衛隊員を時間外対応で受け入れており、産経に書かれた内容は、事実とは違うものだった。
記事で「非協力的」と指摘された区役所のうち豊島、港、中野各区の広報課は、同日中に産経新聞に対し、一斉に抗議文を送付し、謝罪および訂正記事掲載を求めたものである。　特に、千代田区危機管理課と豊島区広報課は、かなり強い抗議を行っており、豊島区はホームページに事実経過を掲載している。　
豊島区広報課によれば、抗議を行った結果、２３日午後に産経新聞の社会部編集委員将口泰浩氏（担当編集デスク）と、今回の記事を書いた担当記者三枝玄太郎氏が区役所を訪れ、今回の誤報記事掲載の経緯を説明するとともに、迷惑をかけたとの謝意を示している。それに対し、広報課担当者は、改めて訂正・謝罪記事の掲載を行うよう、強く求めた。
しかし、翌２４日朝刊の「産経抄」では自衛隊の迷彩服に触れたコラムが掲載され、「１６日夜から１７日にかけて、練馬区の陸自第１師団から連絡要員の隊員が２３の各区に徒歩で向かった。被害状況の確認などを想定した演習だが、１１区が区役所庁舎内への立ち入りを拒否していた。『区民に迷彩服を見せたくなかった』と明かす担当者もいたという」と書かれていた。
　驚いた豊島区は、再度、抗議文を作成して産経新聞に送付するとともに、将口編集委員に問い合わせたところ、「担当部署が違っていたので、情報が共有されていなかった」との釈明を受けている。この２４日の「産経抄」は、今まで特に抗議をしていなかった他の区役所の怒りにも油をそそぐことになり、２３日の記事によって「非協力的だった」とされた１１の区すべてが、産経新聞に対し謝罪と訂正記事を求める抗議を行うこととなった。
産経による謝罪とインターネットからの削除
　各区役所からの抗議に驚いた産経新聞は、２５日の朝刊に次の内容の「おわび」を出し、さらに２６日づけ「産経抄」に以下のような記事を掲載している。
20120.７.25　〔おわび〕
　23日付「統合防災演習　23区に使用者立ち入り要請　11区が自衛隊拒否」の記事および24日付「産経抄」について、11区で実施されなかったのは待機（宿泊）訓練でした。通信訓練については自衛隊の立ち入りを認め、実施されていました。なお、通信障害発生の恐れがある千代田区では通信訓練を行っていません。関係者におわびします。
2012.7.26
03:18 ［産経抄］
この一件で、三枝氏は社会部から転出となり、その後同社内で行われたリストラの第１号候補となり退職に追い込まれた。 

## 社民党・福島瑞穂氏が中国のスパイであるとの指摘
2025年8月5日のYouTubeチャンネル上で以下の指摘を行っているが、根拠に乏しく証拠はない。
三枝玄太郎氏自身の憶測である。
「社会民主党の福島瑞穂氏はスパイ防止法に反対しています。それは福島氏がスパイのような行為をしているためではないでしょうか。福島氏は２０２４（令和６）年１月、中国の序列４位の王滬寧・全国政治協商会議主席と会いに行っています。王氏はスパイ組織、統一戦線工作部のトップです。福島氏は正月早々、中国に何をしに行ったのでしょうか？　なぜ日本で１～２議席しか持っていない少数政党のトップが正月明け早々、中国の序列４位の大物と会うことができるのでしょうか？　「中国に情報を提供したらスパイ防止法違反になるから、反対だ」と福島氏は言います。その通りです。スパイです。可及的速やかにスパイをあぶりだし、スパイ防止法を制定していただきたいと思います。」 

## 著作
- 『十九歳の無念 ○○○○さんリンチ殺人事件』（角川書店、2002年）
- 『三度のメシより事件が好きな元新聞記者が教える　事件報道の裏側』（東洋経済新報社、2024年）
- 『メディアはなぜ左傾化するのか：産経記者受難記』（新潮社、2024年）
- 『「デマ」の構造』（かや書房、2024年）

## 共著
- 『SDGsの不都合な真実 「脱炭素」が世界を救うの大嘘』（宝島社、2021年）[21]